# Once (film)
Once – irlandzko-amerykański melodramat filmowy z 2007 roku w reżyserii Johna Carneya.

## Twórcy
- John Carney – reżyseria i scenariusz
- Tim Fleming – zdjęcia
- Martina Niland – producent
- David Collins – producent wykonawczy
- Paul Mullen – montażysta

## Główne role
- Glen Hansard – Chłopak
- Markéta Irglová – Dziewczyna
- Hugh Walsh – Timmy Drummer
- Alaistair Foley – Basista
- Bill Hodnett – Ojciec chłopaka
- Danuse Ktrestova – Matka dziewczyny
- Mal Whyte – Bill